# Ilha Yarok
A ilha Yarok (em russo:  Ярок) é uma ilha desabitada no mar de Laptev, parte do oceano Ártico. A ilha situa-se frente à foz do rio Yana, a poucos quilómetros a leste.
Yarok é uma ilha grande e plana. Tem muitos pequenos lagos, pântanos e bancos de areia. O seu comprimento é de 38 km e a sua largura máxima de 26 km.
O delta do rio Yana, a zona costeira perto da qual a ilha se encontra, é uma zona de extensos sapais. Está sujeita ao severo clima do Ártico, com ventos frequentes e rajadas. Mais para norte, o mar na baía de Yana congela com espessas camadas de gelo durante cerca de oito meses do ano, de tal modo que Yarok se funde com o continente.
Administrativamente, Yarok pertence à República de Sakha (Iacútia) da Federação Russa.

## História
Em 1712 Yakov Permyakov e o seu companheiro de viagem Merkury Vagin foram os primeiros exploradores russos da região de quem há registo. Cruzaram a baía de Yana da foz do rio Yana até Bolshoy Lyakhovsky sobre o gelo e exploraram a então desconhecida ilha. Tanto Permyakov como Vagin foram assassinados no regresso da sua exploração por membros amotinados da expedição. 
Em 1892–1894 o Barão Eduard Von Toll, acompanhado pelo líder da expedição Alexander von Bunge, efetuou levantamentos geológicos na região do delta do rio Yana para a Academia Imperial Russa de Ciências de São Petersburgo.